# Francisco Carnicer
Francisco 'Fran' José Carnicer Magán (ur. 30 marca 1991 w Linares) – hiszpański piłkarz występujący na pozycji pomocnika w Realu Murcia.